# Rândunica, Tulcea
Rândunica (în trecut Kongaz) este un sat în comuna Mihail Kogălniceanu din județul Tulcea, Dobrogea, România. Se află în partea de centrală a județului,  în Depresiunea Nalbant. Vechea denumire a localitatii este Kongaz.
Se află la aproximativ 27 km distanță de municipiul Tulcea, între Mihail Kogălniceanu și Zebil.